# کنتور کاکا (آنکاش)
کنتور کاکا (به اسپانیایی: Kuntur Qaqa) یک کوه در پرو است که در Peru, Ancash Region واقع شده‌است. کنتور کاکا ۴٬۶۰۰ متر بالاتر از سطح دریا واقع شده‌است.